# (10538) Torode
(10538) Torode est un astéroïde de la ceinture principale.

## Description
(10538) Torode est un astéroïde de la ceinture principale. Il est découvert le 11 novembre 1991 à Stakenbridge, près de Kidderminster, par Brian G. W. Manning. Il présente une orbite caractérisée par un demi-grand axe de 2,15 ua, une excentricité de 0,15 et une inclinaison de 0,3° par rapport à l'écliptique.

## Compléments